# خط طول 3° شرق
خط طول 3° شرق هو خط طول يقع 3 درجة شرق خط الطول الأول للأرض. ويمتد خط الطول هذا القطب الشمالي ماراً بالمحيط المتجمد الشمالي، المحيط الأطلنطي، أوروبا، أفريقيا المحيط المتجمد الجنوبي، القارة القطبية الجنوبية، والقطب الجنوبي.
ويشكل خط الطول 3° شرق دائرة عظمى مع خط طول 177° شرق